# Ancochullpa
Ancochullpa es una localidad peruana ubicada en la región Tacna, provincia de Tacna, distrito de Palca. Se encuentra a una altitud de 4112 m s. n. m. Tiene una población de 1 habitantes en 1993.

## Clima
| Parámetros climáticos promedio de Ancochullpa | Parámetros climáticos promedio de Ancochullpa | Parámetros climáticos promedio de Ancochullpa | Parámetros climáticos promedio de Ancochullpa | Parámetros climáticos promedio de Ancochullpa | Parámetros climáticos promedio de Ancochullpa | Parámetros climáticos promedio de Ancochullpa | Parámetros climáticos promedio de Ancochullpa | Parámetros climáticos promedio de Ancochullpa | Parámetros climáticos promedio de Ancochullpa | Parámetros climáticos promedio de Ancochullpa | Parámetros climáticos promedio de Ancochullpa | Parámetros climáticos promedio de Ancochullpa | Parámetros climáticos promedio de Ancochullpa |
| Mes                                           | Ene.                                          | Feb.                                          | Mar.                                          | Abr.                                          | May.                                          | Jun.                                          | Jul.                                          | Ago.                                          | Sep.                                          | Oct.                                          | Nov.                                          | Dic.                                          | Anual                                         |
| --------------------------------------------- | --------------------------------------------- | --------------------------------------------- | --------------------------------------------- | --------------------------------------------- | --------------------------------------------- | --------------------------------------------- | --------------------------------------------- | --------------------------------------------- | --------------------------------------------- | --------------------------------------------- | --------------------------------------------- | --------------------------------------------- | --------------------------------------------- |
| Temp. máx. media (°C)                         | 17.7                                          | 17                                            | 17.1                                          | 17.2                                          | 15.6                                          | 13.9                                          | 13.4                                          | 14.9                                          | 15.9                                          | 18.1                                          | 18.7                                          | 18.5                                          | 16.5                                          |
| Temp. media (°C)                              | 9.8                                           | 9.4                                           | 8.9                                           | 8.2                                           | 6.1                                           | 3.9                                           | 3.7                                           | 4.8                                           | 6.8                                           | 8.6                                           | 9.9                                           | 10                                            | 7.5                                           |
| Temp. mín. media (°C)                         | 1.9                                           | 1.9                                           | 0.8                                           | -0.8                                          | -3.3                                          | -6                                            | -6                                            | -5.2                                          | -2.2                                          | -0.8                                          | 1.1                                           | 1.5                                           | -1.4                                          |
| Fuente: climate-data.org                      |                                               |                                               |                                               |                                               |                                               |                                               |                                               |                                               |                                               |                                               |                                               |                                               |                                               |